# Наварренс
Наварре́нс (фр. Navarrenx) — коммуна во Франции, административный центр кантона Кёр-де-Беарн. Находится в округе Олорон-Сент-Мари департамента Атлантические Пиренеи, регион Новая Аквитания. Входит в список «Самых красивых деревень Франции».
Код INSEE коммуны — 64416.

## Население
Население коммуны на 2008 год составляло 1132 человека.
| 1962 | 1968 | 1975 | 1982 | 1990 | 1999 | 2008 |
| ---- | ---- | ---- | ---- | ---- | ---- | ---- |
| 1070 | 1064 | 1146 | 1160 | 1036 | 1133 | 1132 |

## Экономика
Основу экономики составляют сельское хозяйство, туризм, ремёсла и торговля. Наварен является центром ловли лосося, ежегодно здесь проводится чемпионат мира по ловле лосося.
В 2007 году среди 713 человек в трудоспособном возрасте (15-64 лет) 516 были экономически активными, 197 — неактивными (показатель активности — 72,4 %, в 1999 году было 67,8 %). Из 516 активных работали 452 человека (253 мужчины и 199 женщин), безработных было 64 (31 мужчина и 33 женщины). Среди 197 неактивных 50 человек были учениками или студентами, 62 — пенсионерами, 85 были неактивными по другим причинам.

## Образование
- В Наварене есть две начальные школы (государственная и частная), государственный коллеж Рампар и частный коллеж Сен-Жозеф.

## Достопримечательности
- Городские стены XIV века
- Арсенал XVII века
- Пороховая башня
- Мост XIII века через реку Олорон[фр.]
- Церковь Сен-Жермен-д’Осер XVI века

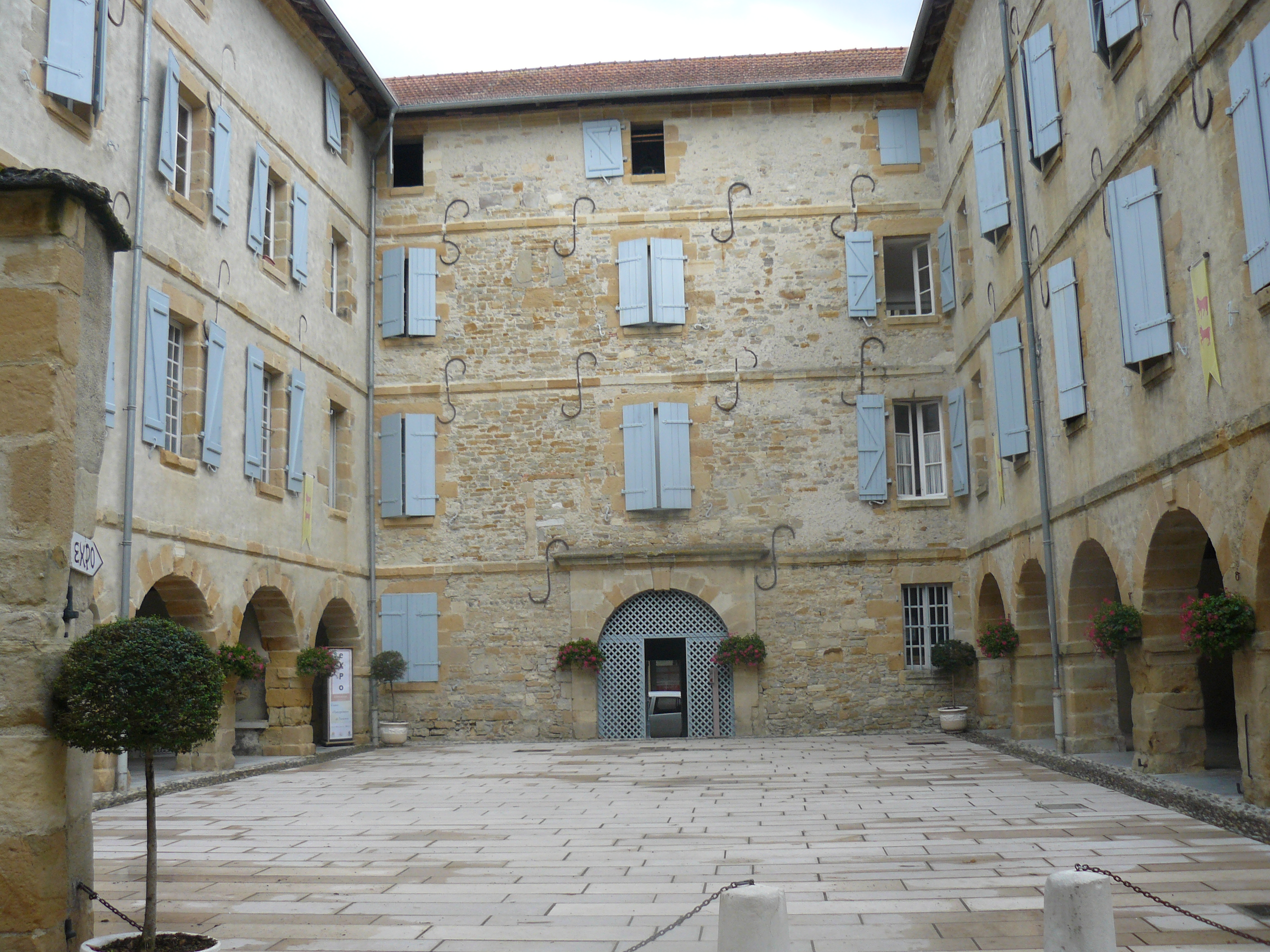
Здание арсенала
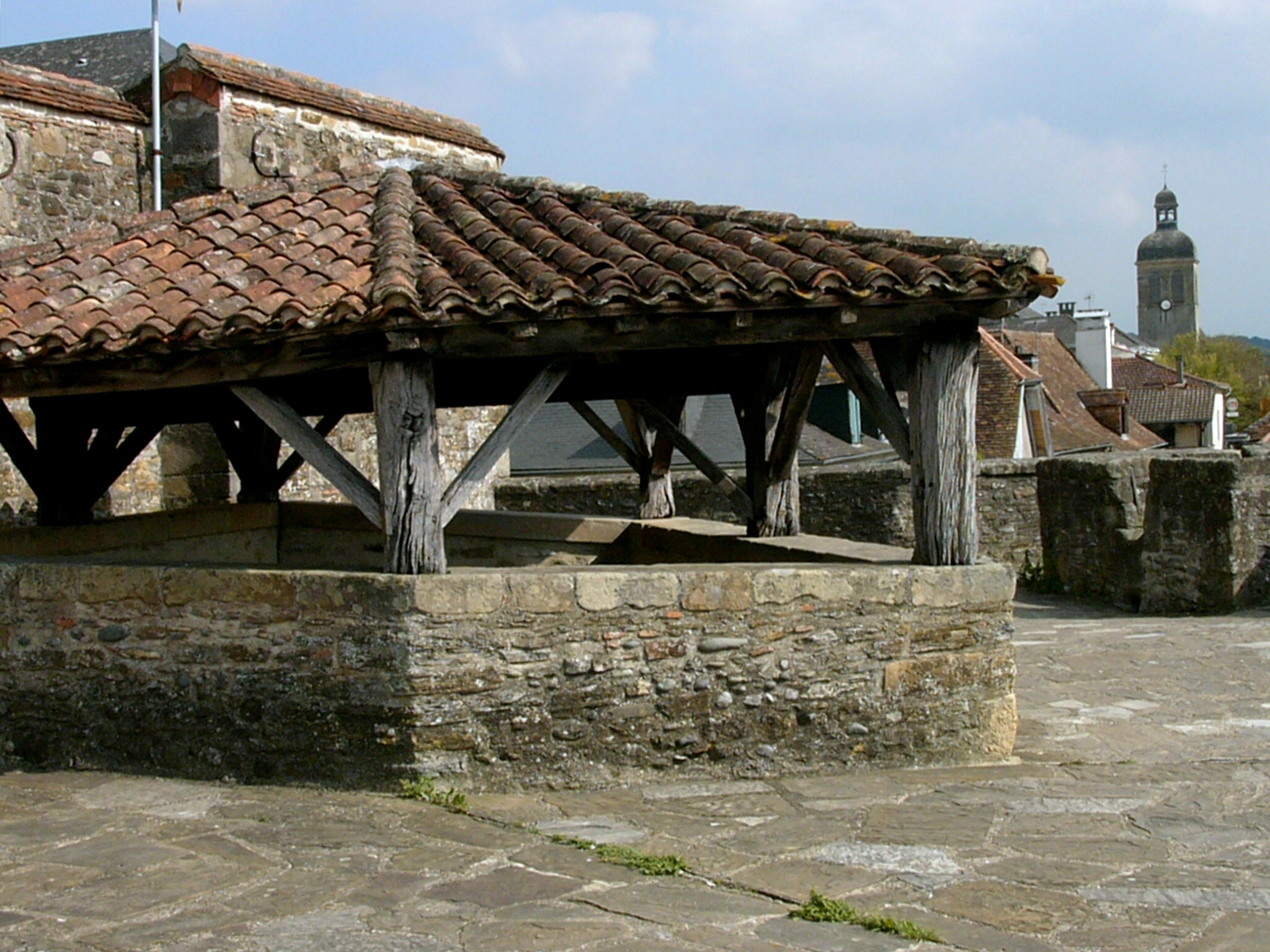
Крепостной колодец
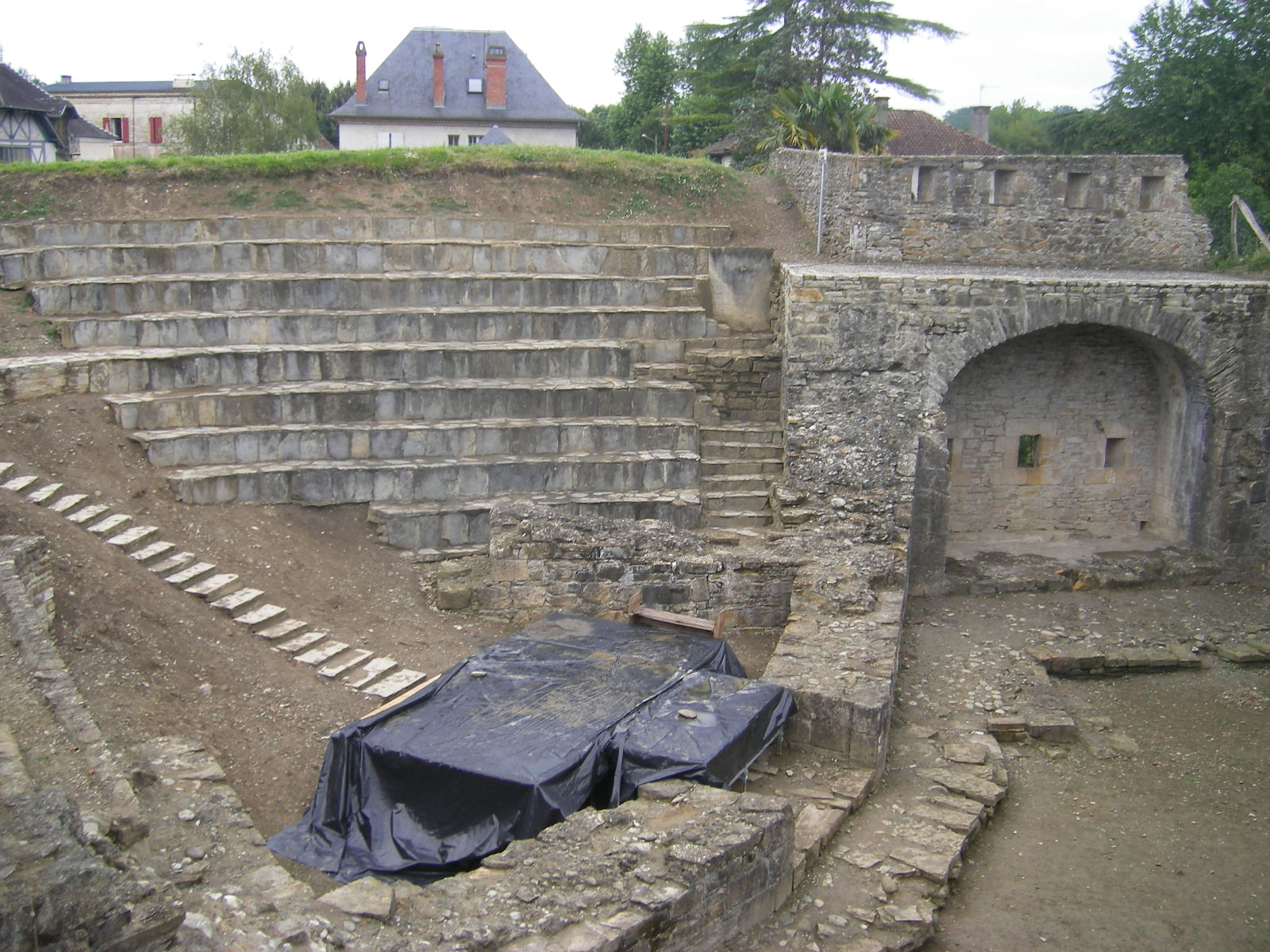
Фортификации
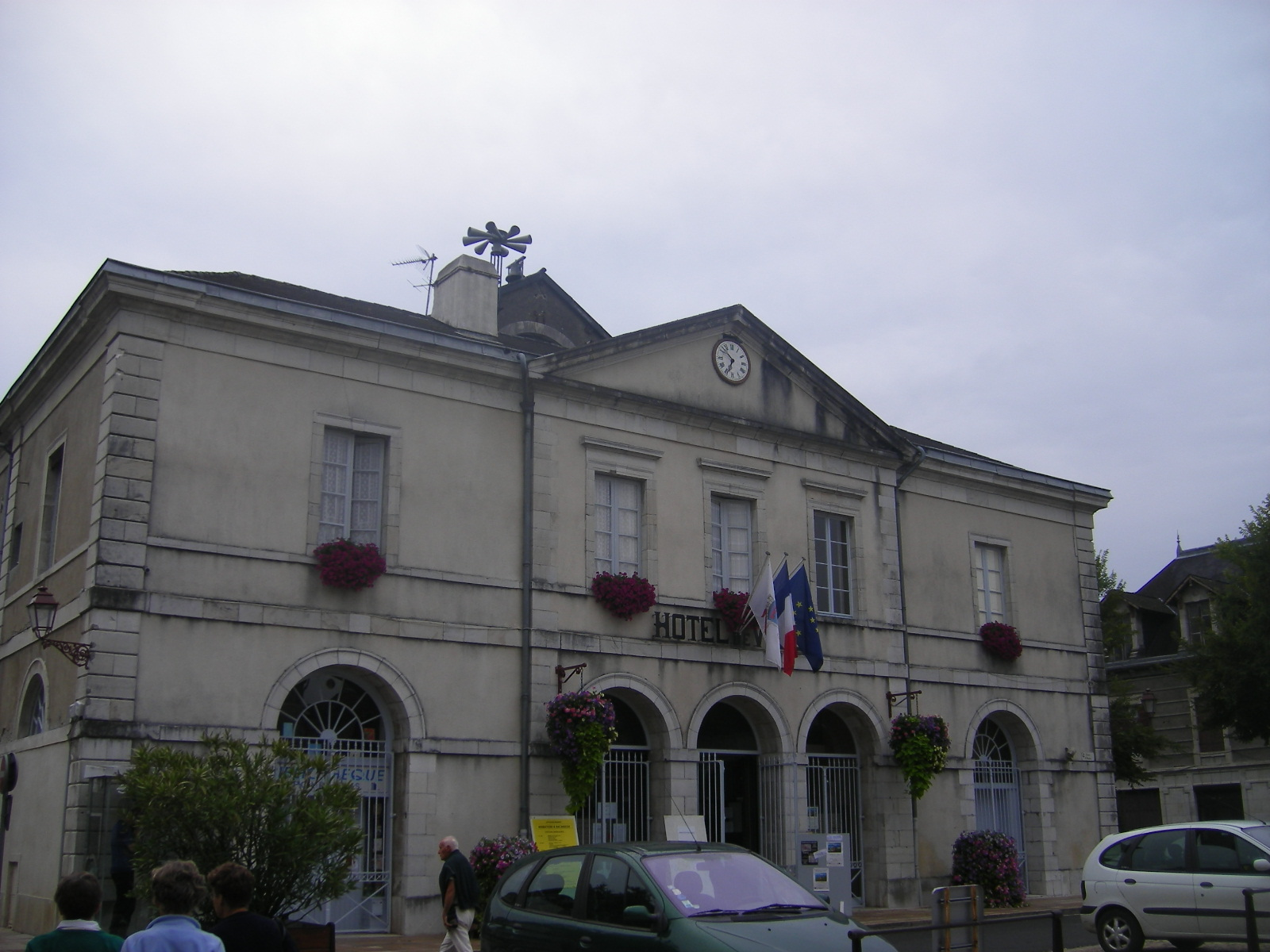
Здание мэрии

## Города-побратимы
- Райнштеттен (Германия, 1995)[3]
- Садаба (Испания, 2003)[3]